# Seleção Bielorrussa de Futebol de Areia
A Seleção Bielorrussa de Futebol de Areia representa a Bielorrússia nas competições internacionais de futebol de areia (ou beach soccer). É controlada pela Federação de Futebol da Bielorrússia (BFF), entidade que organiza a modalidade no país.

## Melhores Classificações
- Copa do Mundo de Futebol de Areia - Vice-campeão em 2025.
- Liga Europeia de Futebol de Praia - Vice-campeão em 2021.
- Taça da Europa de Futebol de Praia - Nunca participou da competição.